# Osiniec (Czarnków-Trzcianka)
Pour les articles homonymes, voir Osiniec.
Osiniec (prononciation : [ɔˈɕiɲet͡s]) est un village polonais de la gmina de Trzcianka dans le powiat de Czarnków-Trzcianka de la voïvodie de Grande-Pologne dans le centre-ouest de la Pologne.

## Histoire
De 1975 à 1998, le village faisait partie du territoire de la voïvodie de Piła.

Depuis 1999, Osiniec est situé dans la voïvodie de Grande-Pologne.